# 山都町立清和小学校
山都町立清和小学校（やまとちょうりつ せいわしょうがっこう）は熊本県上益城郡山都町にある小学校。

## 沿革
- 1875年（明治8年）7月 - 大平尋常小学校創立。
- 1887年（明治20年） - 仏原尋常小学校創立。
- 1902年（明治35年） - 両校が合併し、朝日南部尋常小学校となる。
- 1922年（大正11年） - 朝日南部尋常高等小学校と改称。
- 1941年（昭和16年） - 国民学校令により、朝日南部国民学校と改称。
- 1947年（昭和22年） - 学制改革により、朝日村立朝日南部小学校と改称。
- 1956年（昭和31年）7月 - 小峰村との合併により清和村立清和小学校と改称。
- 1967年（昭和42年） - 清和村立高松小学校を統合。
- 2005年（平成17年）
  - 2月11日 - 矢部町、蘇陽町との合併により山都町立清和小学校と改称。
  - 4月1日[1] - 山都町立朝日小学校と山都町立小峰小学校を統合。

## 通学区域
出典
- 清和中部、朝日、小峰、緑川、木原谷

## 進学先中学校
出典
- 山都町立清和中学校

## 周辺
- 清和児童育成倶楽部 - 敷地が隣接。
- 熊本県道153号清和砥用線

## アクセス
- 山都町コミュニティバス「15 郷野原線」・「17 鶴底線」・「18 川口線:井無田経由」・「20 木原谷線」・「21 緑川線:清和文楽邑経由」で、「清和小」停留所下車。
  - 「清和小」停留所は、「17 鶴底線」と「18 川口線」は起終点停留所、それ以外の路線は途中停留所[4]。
  - また、路線は平日の運行だが、木原谷線の尾野尻経由便は、火曜と金曜のみの運行となる。

## 関係機関
- 山都町